# Raoul Defuisseaux
Pour les articles homonymes, voir Defuisseaux.
Raoul Guy Adrien Nicolas Norbert Defuisseaux (Attre, 23 mai 1886 - Anderlecht, 23 février 1962) est un homme politique wallon du POB puis du PSB.
Fils d’Alfred, il est nommé en 1935 secrétaire de l'importante fédération des élus communaux et provinciaux de la fédération boraine du POB.
Député suppléant pour l'arrondissement de Mons-Borinage à partir de 1929, il prête serment le 20 septembre 1944 et siègera jusqu'aux élections législatives du 26 juin 1949.
Raoul Defuisseaux, fidèle à ses convictions républicaines qu'il tenait de son père, votera blanc le 20 septembre 1944 lors des deux tours de l’élection du Prince Charles de Belgique comme régent par les Chambres réunies.